# Don't Rock the Jukebox
Don't Rock the Jukebox è il secondo album in studio del cantante di musica country statunitense Alan Jackson, pubblicato nel 1991.

## Tracce
1. Don't Rock the Jukebox – 2:52 (Alan Jackson, Roger Murrah, Keith Stegall)
2. That's All I Need to Know – 3:47 (Jackson, Jim McBride)
3. Dallas – 2:43 (Jackson, Stegall)
4. Midnight in Montgomery – 3:46 (Jackson, Don Sampson)
5. Love's Got a Hold on You – 2:54 (Carson Chamberlain, Stegall)
6. Someday – 3:18 (Jackson, McBride)
7. Just Playin' Possum – 2:54 (Jackson, McBride, Gary Overton)
8. From a Distance – 3:38 (Jackson, Randy Travis)
9. Walkin' the Floor Over Me – 2:26 (Jackson, Sampson)
10. Working Class Hero – 3:14 (Jackson, Sampson)